# Јелена Фљорова
Јелена Фљорова (рус. Елена Николаевна Флёрова; Москва, 19. децембар 1943 — 30. јун 2020) била је совјетска и руска уметница. Била је члан Савеза уметника СССР-а од 1977, а почасни члан Руске академије уметности постала је 2007.

## Биографија
Рођена је у Москви 19. децембра 1943. у породици уметника, од родитеља дизајнера и позоришног редитеља. Године 1963. дипломирала је на уметничкој школи у Московском институту. Године 1974. дипломирала је на постдипломским студијама академије уметности СССР-а. Одликована је сребрном медаљом академије уметности СССР-а, сребрном медаљом изложбе економских достигнућа, лауреатом часописа Работница, Смена, Сељак 1980.
Од 1991. до 2005. радила је у јеврејској уметничкој галерији у Њујорку.
Од 2005. године радила је у Москви. У мају 2006. отворена је стална галерија Тора и историја у јеврејској заједници, затим у септембру 2006, након тога 2007. у руској државној библиотеци, сталној галерији слика Уједињена Русија, вера и љубав, 2008. стална галерија у научном центру за кардиоваскуларну хирургију, 2009. стална изложба у позоришту и у фебруару изложба у Државној думи.
Одликована је златном медаљом руске академије уметности 2007, орденом Ал Фахр 2010. Добила је писани благослов и признање највишег свештенства Русије.